# Gaur
Gaur (Bos gaurus) je nejmohutnějším ze všech žijících turů. U samců překračuje kohoutková výška 2 metry, samice jsou o něco menší (kolem 170 cm). Dosahuje hmotnosti 700–1000 kg. Hlava gaurů je ozdobena mohutnými rohy dorůstajícími až 115 cm. U dospělých samců pozorujeme dvoudílný kožní lalok – na bradě a na krku. Konce končetin jsou vždy bílé.
Rozeznávány jsou tři poddruhy – gaur indický (B. g. gaurus), tmavohnědý s vysokým čelním hřebenem, gaur siamský (B. g. readei), černý s méně vyvinutým hřebenem, a gaur malajský (B. g. hubbacki) s nízkým čelem. Všechny poddruhy patří k ohroženým a místy již vyhubeným zvířatům.
Domestikovanou formou gaura je gayal (Bos frontalis). Nedorůstá velikosti svého divokého předka, v kohoutku dosahuje jen výšky 140–160 cm, končetiny má kratší, hrb nízký, lebku zkrácenou se širokým čelem, nohy krátké a silné, bez vyhnutí vně.

## Prostředí
Původním životním prostředím gaura jsou prosvětlené lesy v pahorkatinách a horách až do výšky 2000 m n. m. Obývá i bambusovou džungli v nížinách a otevřené luční biotopy v blízkosti lesů. Na vodu není gaur vázán tak jako buvol, i když také nepohrdne koupelí. Přes svoji mohutnost se v terénu pohybuje lehce. Je to plaché zvíře, které se vyhýbá lidským sídlištím, a proto také prakticky neškodí na kulturních plodinách domorodců. Populace nepřesahuje 13 000 jedinců. V zoologických zahradách patří mezi nejvzácnější chovance, v České republice ho chová pouze Zoologická zahrada Zlín.

## Potrava
V běžném jídelníčku gaura je zastoupena mladá tráva, různé byliny, bambusové výhonky i výhonky stromů a keřů.